# Frente Nacional
|  | Per a altres significats, vegeu «Front Nacional». |

Frente Nacional (FN) va ser un partit polític espanyol d'ultradreta, constituït i dirigit per Blas Piñar com refundació i continuador del partit Fuerza Nueva, dissolt en 1982. Va ser creat en 1985 amb el suport econòmic d'altres grups de "Dreta Nacional" europeus com el Front National francès o el MSI Moviment Social Italià a fi d'incrementar la seva esfera de poder al Parlament Europeu d'Estrasburg. En 1987 el Frente Nacional es va presentar a les Eleccions al Parlament Europeu, sota el lema "Tingues Coratge", obtenint 122.927 vots, i per això no va obtenir cap representació i va iniciar un llarg procés de desastre que va ser potenciat pels 60.672 vots obtinguts en les eleccions europees següents, de 1989, a les quals van concórrer amb el slogan "Hi ha un Camí a la Dreta".
Molts dels seus membres, moguts pel seu rebuig a la gerontocracia en la cúpula del partit i al seu excessiu caràcter confessional, es van integrar en les Juntas Españolas. Per a frenar el descens dels seus afiliats, el Frente Nacional creà les Juventudes del Frente Nacional, secció dirigida per Luis José Cillero. Amb Cillero, al que molts van qualificar de jove "ancià", les sortides cap a Juntas Españolas es van incrementar i es van produir així mateix les escissions d'elements juvenils del Partit que van formar els grups Frente de Alternativa Nacional (FAN) i Nación Joven (NJ).
En 1992, els aliats europeus de Piñar, amb Jean-Marie Le Pen al capdavant, van amenaçar de retirar-li el seu suport si fracassava de nou. Piñar va pensar a delegar la seva responsabilitat al seu home de confiança, Miguel Bernard, però va poder seguir al capdavant al contactar amb les Juntas Españolas amb la intenció de presentar un nou projecte futur en comú. Finalment, en 1993 el Frente Nacional va ser dissolt després d'acumular una substanciós deute econòmic. Al juny de 2006 va entrar en el Registre de Partits Polítics del Ministeri de l'Interior un nou "Frente Nacional", sense vinculació política ni orgànica amb el de Blas Piñar, amb domicili en la mateixa seu que el partit FE/La Falange, liderada per José Fernando Cantalapiedra. El 28 d'octubre de 2007 més de 5.000 persones van donar la benvinguda al capdavant Nacional a Madrid, posteriorment el 23 d'octubre del mateix any realitzo una manifestació a Madrid demanant el dret a la "preferència nacional" i el 25 de novembre del 2007 va tornar a sortir al carrer per a mostrar la seva solidaritat amb l'AVT.
Va començar a realitzar una sèrie de presentacions regionals iniciant-les a Santander el 12 d'abril del 2008 en el Palau d'Exposicions i Congressos de Santander.